# 土岐光行
土岐 光行（とき みつゆき）は、鎌倉時代前期の武将・御家人。土岐氏2代当主。

## 生涯
美濃源氏の嫡流・土岐光衡の長男として誕生した。
父に続き土岐氏の惣領とになって一日市場館を本拠地として鎌倉幕府の御家人に列したが在京し後鳥羽院の西面武士をも務めるなど朝廷との繋がりも深かった。
建保4年（1216年）左衛門尉に任ぜられ源実朝の征夷大将軍叙任拝賀の際には随兵となり、後鳥羽上皇は光行の武勇と土岐家勢力を期待し院中鍛練の御刀を下賜した。
幕府方の記録である『吾妻鏡』には建保4年（1216年）以降、「土岐左衛門尉」としてその名が散見される。
しかし、承久3年（1221年）の承久の乱における動向については同書に官軍としてみえている「土岐判官代」を光行と比定し、多くの美濃国の武士らと同じく京方に付いたとする見方がある一方で、光行が乱の後にも「土岐左衛門尉」として同書に現われていることなどから「土岐判官代」は同族の別人（弟・光時か）であるとし、光行自身は幕府方に付き行動していたとする見方も有力視されるなど明確でない。
「土岐判官代」を光行と比定した説では、光行は承久の乱で後鳥羽上皇の京方として1000の軍勢で参陣し木曽川西岸、稲葉郡鵜村山那の池瀬を守り足利義氏軍100000を相手に対戦するが大敗し美濃守護職を失うが、千葉氏の後見で断罪を逃れ、光定以降、美濃における有力御家人へと成長する。
また、光行は居館のあった一日市場館を去り、土岐川より南に浅野館を築いて、
ここで浅野光行と名乗った。また地名から浅野判官とも称して浅野氏の祖となり、饗庭氏・肥田氏・明智氏・多治見氏などの庶流の祖となった。
同地にある永松寺の境内に供養塔が存在している。